# Rumyan Hovsepyan
Rumyan Hovsepyan (in armeno Ռումյան Հովսեփյան?; Erevan, 13 novembre 1991) è un calciatore armeno, centrocampista dell'Alaškert.

## Carriera

### Club
Ha giocato nella massima serie armena con Impuls Dilijan e Banants Erevan.

### Nazionale
Ha esordito con la nazionale armena il 27 maggio 2014 nell'amichevole contro gli Emirati Arabi Uniti vinta 4-3.

## Palmarès

### Club

#### Competizioni nazionali
- Campionato armeno: 2

Banants: 2013-2014
Alaškert: 2020-2021
- Coppa di Malta: 1

Floriana: 2021-2022